# NGC 535
NGC 535 est une galaxie lenticulaire située dans la constellation de la Baleine. Elle a été découverte par l'astronome prussien Heinrich d'Arrest en 1864.

## Caractéristiques
Sa vitesse par rapport au fond diffus cosmologique est de 4 600 ± 27 km/s, ce qui correspond à une distance de Hubble de 67,8 ± 4,8 Mpc (∼221 millions d'al).
À ce jour, une mesure non basée sur le décalage vers le rouge (redshift) donne une distance d'environ 68,500 Mpc (∼223 millions d'al). Cette valeur est à l'intérieur des valeurs de la distance de Hubble.

## Abell 194
La désignation DRCG 7-35 est utilisée par Wolfgang Steinicke pour indiquer que cette galaxie figure au catalogue des amas galactiques d'Alan Dressler. Les nombres 7 et 35 indiquent respectivement que c'est le 7e amas (Abell 194) de la liste et la 35e galaxie de cette liste. Cette même galaxie est aussi désignée par ABELL 194:[D80] 35 par la base de données NASA/IPAC, ce qui est équivalent. Dressler indique que NGC 519 est une galaxie lenticulaire de type Sa.